# Passerotti
Passerotti (Sparrows) è un film muto del 1926 diretto da William Beaudine e (non accreditato) Tom McNamara
Secondo quella che allora era una consolidata convenzione teatrale e cinematografica, il ruolo della ragazzina protagonista ("Mollie") è affidato ad un'attrice adulta, Mary Pickford (allora più che trentenne), mentre agli attori bambini vengono riservate le parti di supporto. Mary Pickford si era specializzata nella sua carriera in simili parti, che erano molto amate dal pubblico dei suoi fans e che la videro protagonista di una lunga serie di film di successo, da Una povera bimba molto ricca (1917), a Rebecca of Sunnybrook Farm (1917), The Little Princess (1917), Papà Gambalunga (1919), Pollyanna (1920), Little Lord Fauntleroy (1921), Little Annie Rooney (1925), fino appunto a Sparrows (1926).

## Trama
La banda di "passerotti" è quella di una nidiata di bambini dati in affidamento a una brutale famiglia, quella dei Grimes, che vive nelle paludi del sud. Tenuti praticamente prigionieri, brutalizzati, sfruttati e affamati, i passerotti trovano l'unica loro difesa in Mollie, la più grande del gruppo, che cerca di proteggerli e di dar loro un poco di consolazione. Doris, una bambina, viene rapita dalla città: il capo famiglia ordina al figlio Ambrose di farla sparire nelle paludi, per depistare la polizia. Mollie, però, interviene e la salva da Ambrose minacciando Grimes con un forcone.
Porta poi via tutti i bambini, mettendosi alla testa di una piccola spedizione che sfida i pericoli degli acquitrini infestati dagli alligatori. Giunti tutti in salvo, viene avvisata la polizia. Grimes riesce a fuggire, mentre gli altri sono arrestati. L'uomo, nella fuga, trova la morte annegando.
La virtù di Mollie viene alla fine ricompensata quando tutta la sua piccola nidiata viene adottata da un milionario.

## Produzione
Il film fu prodotto dalla Pickford Corporation con un budget stimato di 463.455 dollari. Venne girato nel luglio 1925 a The Lot, al 1041 di N. Formosa Avenue, a West Hollywood.

## Distribuzione
Distribuito dalla United Artists, il film venne presentato in prima a Hollywood il 14 maggio 1926 e a New York il 19 settembre. Negli Stati Uniti, il film incassò 966.878 dollari.
Una copia incompleta della pellicola in sei rulli - un positivo colorato in nitrato in 35 mm. - viene conservata negli archivi della Library of Congress (American Film Institute / Mary Pickford collection). Un positivo in 35 mm si trova negli archivi della Cinémathèque Française; negativi e positivi in quelli del Mary Pickford Institute for Film Education film collection.
Il film è stato presentato al Giornate del cinema muto del 2008.